# Culture primaire
La culture primaire consiste en l'isolement de cellules non immortalisées, c'est-à-dire des cellules qui ne prolifèrent pas indéfiniment in vitro, à partir de tissus cutanés ou d'organes vivants qui se fait grâce à des enzymes telles que la trypsine, et sont mises en culture in vitro dans un milieu contenant tout ce qui est nécessaire à la cellule pour proliférer (acides aminés, vitamines, sels minéraux, glucose, sérum...). Ces cellules, comparées aux autres, ont un nombre de divisions cellulaires limité et ainsi, sont plus représentatives de l'état physiologique in vivo que les cellules immortalisées (cellules qui prolifèrent indéfiniment). Un grand nombre de lignées cellulaires primaires existe . Cette première culture pourra, par la suite, donner lieu à une culture dite « secondaire » lorsque les cellules auront atteint une confluence de 100 %.

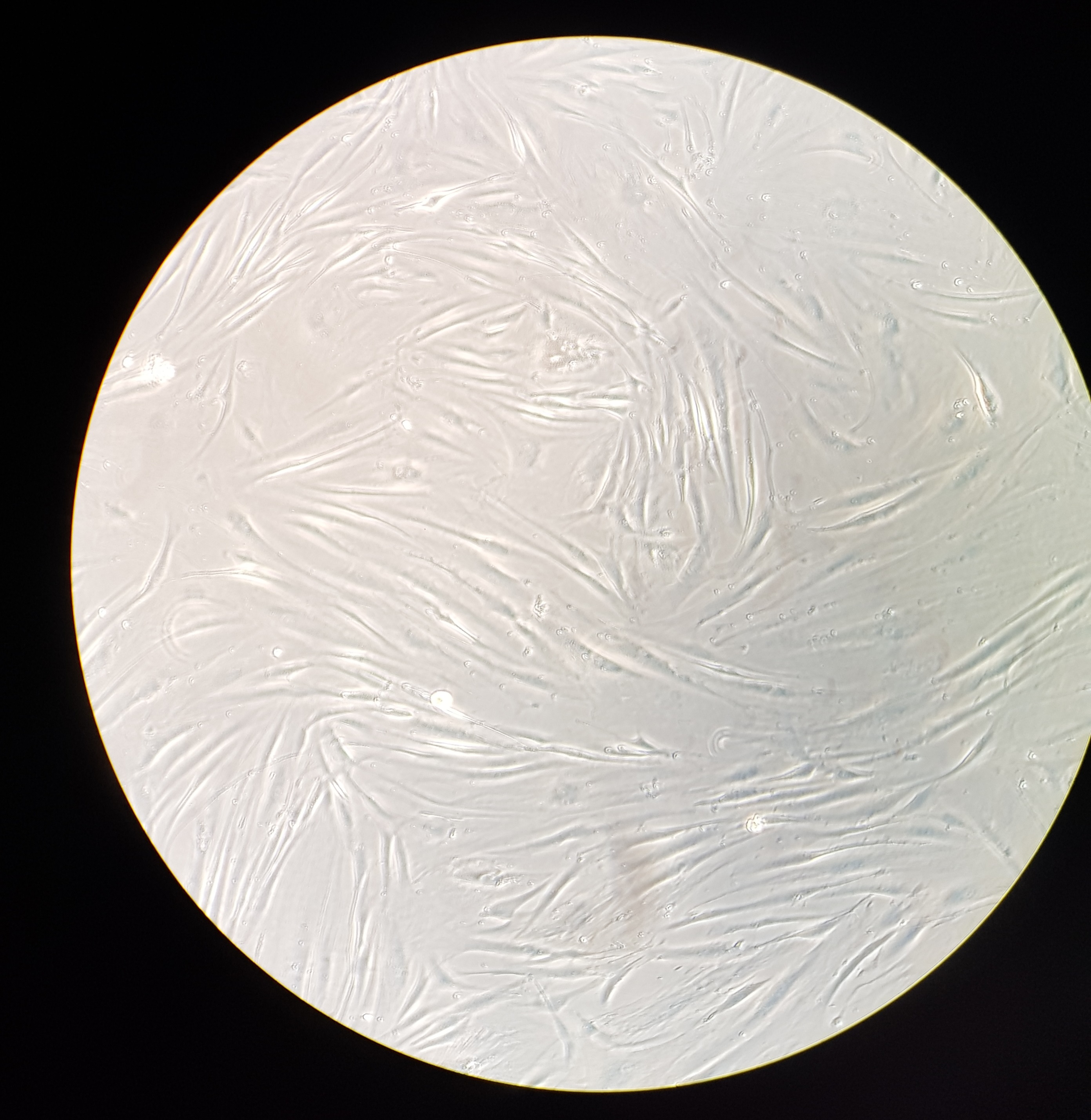
Fibroblastes humains de peau en culture. Ces fibroblastes ont été isolés d'une biopsie de peau humaine. Photo prise sur un microscope inversé.

## Exemples de cellules primaires
Les cellules primaires telles que les neurones, les cellules souches, les cellules endothéliales, les cellules immunitaires ou les fibroblastes peuvent être cultivées in vitro.

## Difficultés de la culture primaire
Des difficultés dans la culture primaire peuvent se présenter comme l'obtention des cellules qui sont prélevées directement d'un organisme sans modification génétique. Leur maintien en culture est également compliqué puisque ce sont des cellules fragiles qui ne sont pas immortalisées (phénomène de sénescence) et donc elles ont un nombre de passages limités (cellules différentes de cellules immortalisées telles que les cellules HeLa). Ce sont également des cellules qui sont difficilement transfectables.

## Conditions de la culture primaire
Les cellules primaires sont des cellules sensibles à leur environnement. Certaines cellules sont capables de se développer en formant une matrice, pour d'autres cellules comme les lymphocytes, elles sont incapables de proliférer en culture dans du milieu de culture classique. Pour ces cellules, il faut un facteur de croissance adapté au type de cellules et pour certaines il faut une couche de cellules nourricières permettant aux cellules d'intérêt de se développer et d'échanger des nutriments. Par exemple, les kératinocytes de peau peuvent être cultivés en 3D sur une couche de fibroblastes 3T3 irradiés.

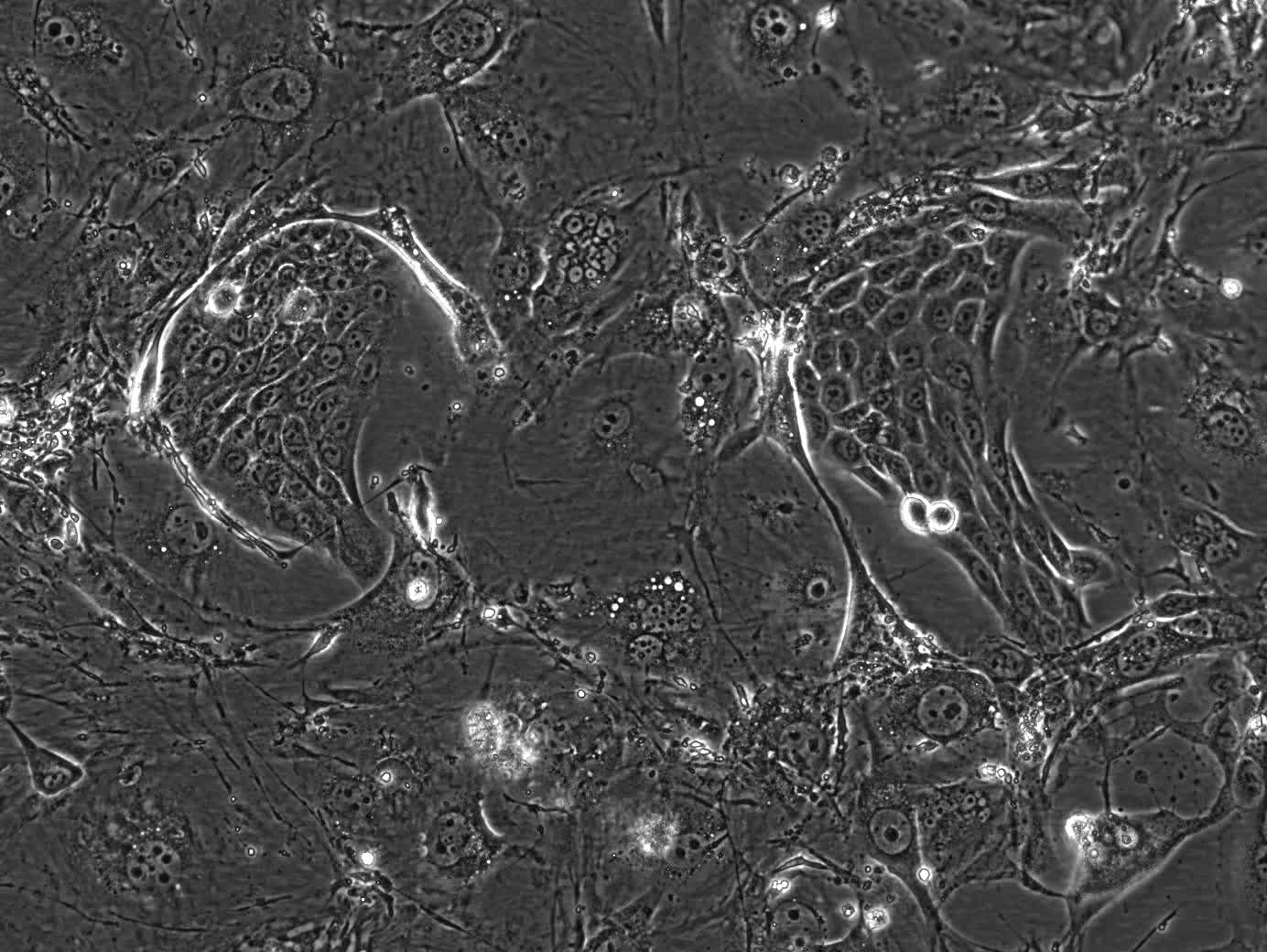
Kératinocytes isolés d'une biopsie de peau humaine mis en culture sur une couche de cellules nourricières (fibroblastes 3T3 irradiés).

## La culture secondaire
La culture secondaire correspond à la culture de cellules primaires qui sont utilisées pour ensemencer d'autres cultures et ainsi de suite. Les cellules obtenues conservent les caractéristiques du tissu d'origine mais leur nombre de division est limité.